# اسلپ (موسیقی)

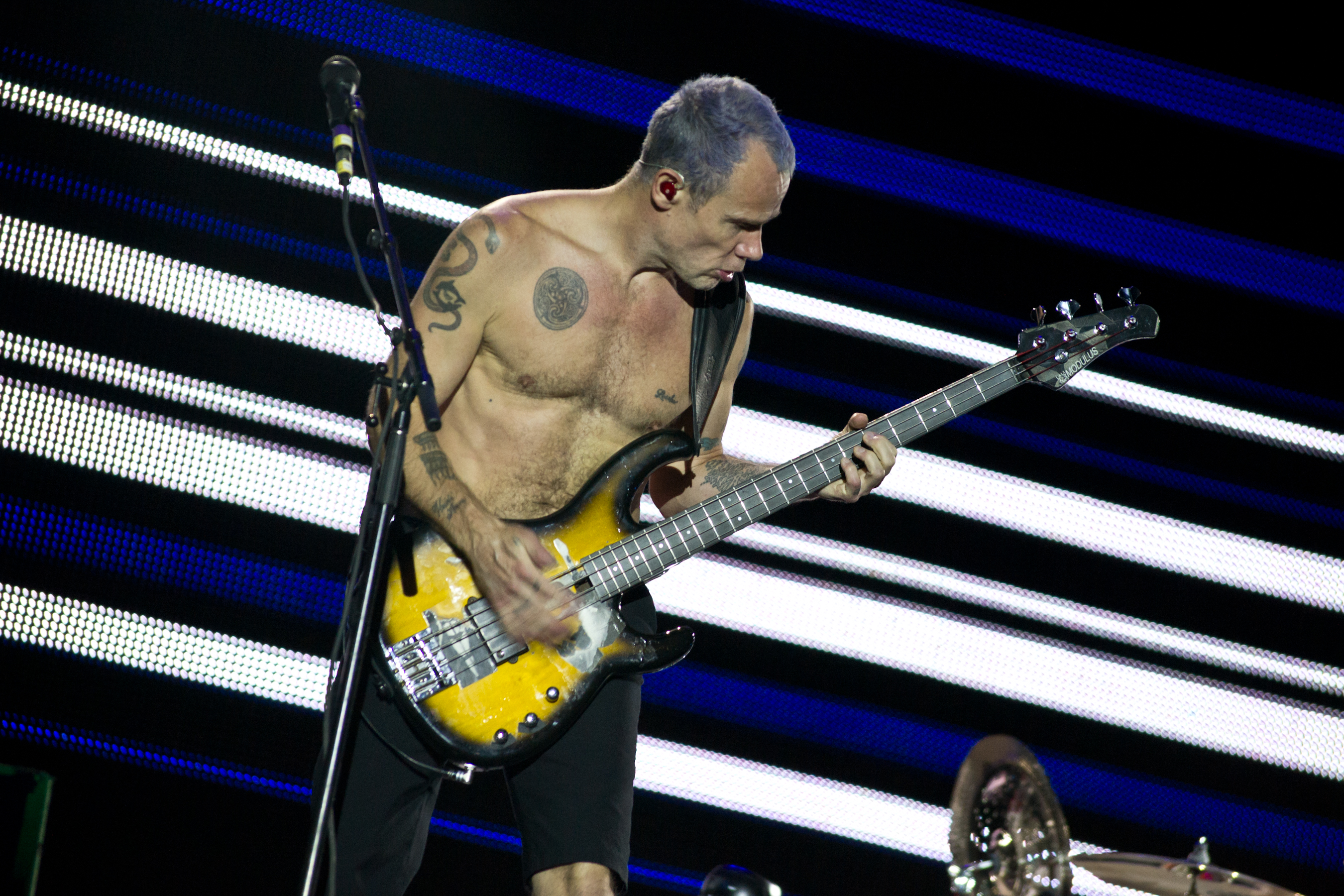
فلی در حال نواختن گیتار بیس با تکنیک اسلپ

سیلی زدن یا اسلَپ راهی برای تولید صداهای کوبه ای در سازهای زهی هستند. این تکنیک معمولاً در کنترباس یا گیتار بیس استفاده می‌شود. سیلی زدن بر روی گیتار باس شامل استفاده از لبه آخرین بند انگشت، برای ضربه سریع سیم به فرت‌برد (رودسته) است. در گیتار بیس، این کار معمولاً با انگشت شست انجام می‌شود در حالی که در کنترباس، ممکن است از لبه دست یا انگشت اشاره استفاده شود. نحوه انجام اسلپ شامل دور کردن سیم از فرت‌برد و رها کردن سریع آن به طوری که به فرت‌برد کوبیده شود است.

## در گیتار بیس
در گیتار بیس، سیلی زدن معمولاً به یک تکنیک نوازندگی کوبه‌ای گفته می‌شود که بیشتر در سبک‌های فانک، دیسکو، سول، آر اند بی، جاز، موسیقی کانتری، راک و بسیاری از ژانرهای دیگر استفاده می‌شود.
صدای اسلپ از ترکیب دو عنصر می‌آید: سیلی زدن، که شامل ضربه زدن به سیم با کنار مفصل استخوانی در وسط شست است و صدای کوبیده‌شدن سیم به پرده‌های فلزی. این کوبیده شدن عمدی بوده و صدایی مانند وزوز تولید می‌کند. صدای اسلپ به راحتی قابل تشخیص است.

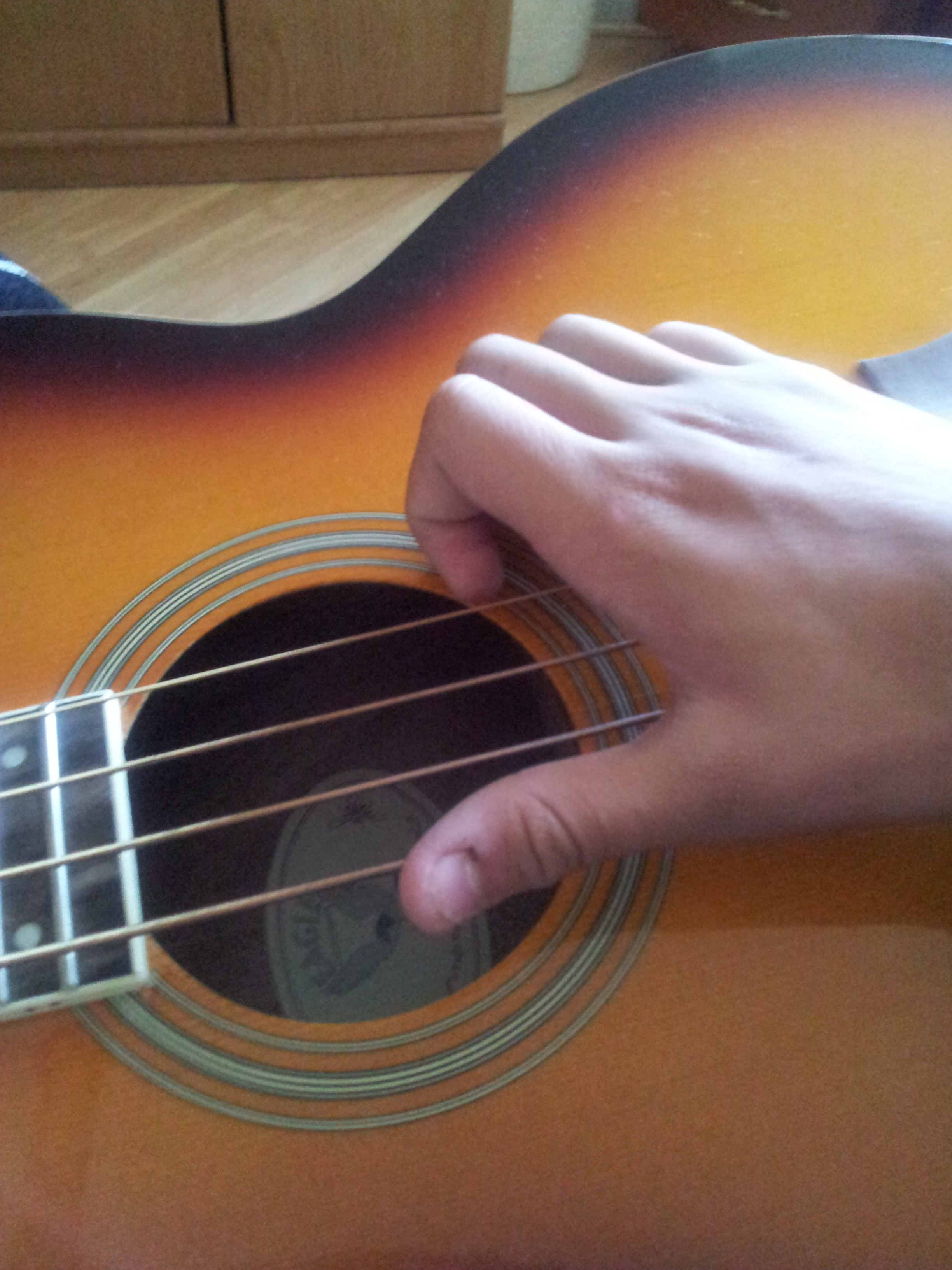
موقعیت دست حین سیلی زدن (اسلپ) (اسلپ)